# Nyctemera secundaria
Nyctemera secundaria là một loài bướm đêm thuộc phân họ Arctiinae, họ Erebidae.